# Dio è morto

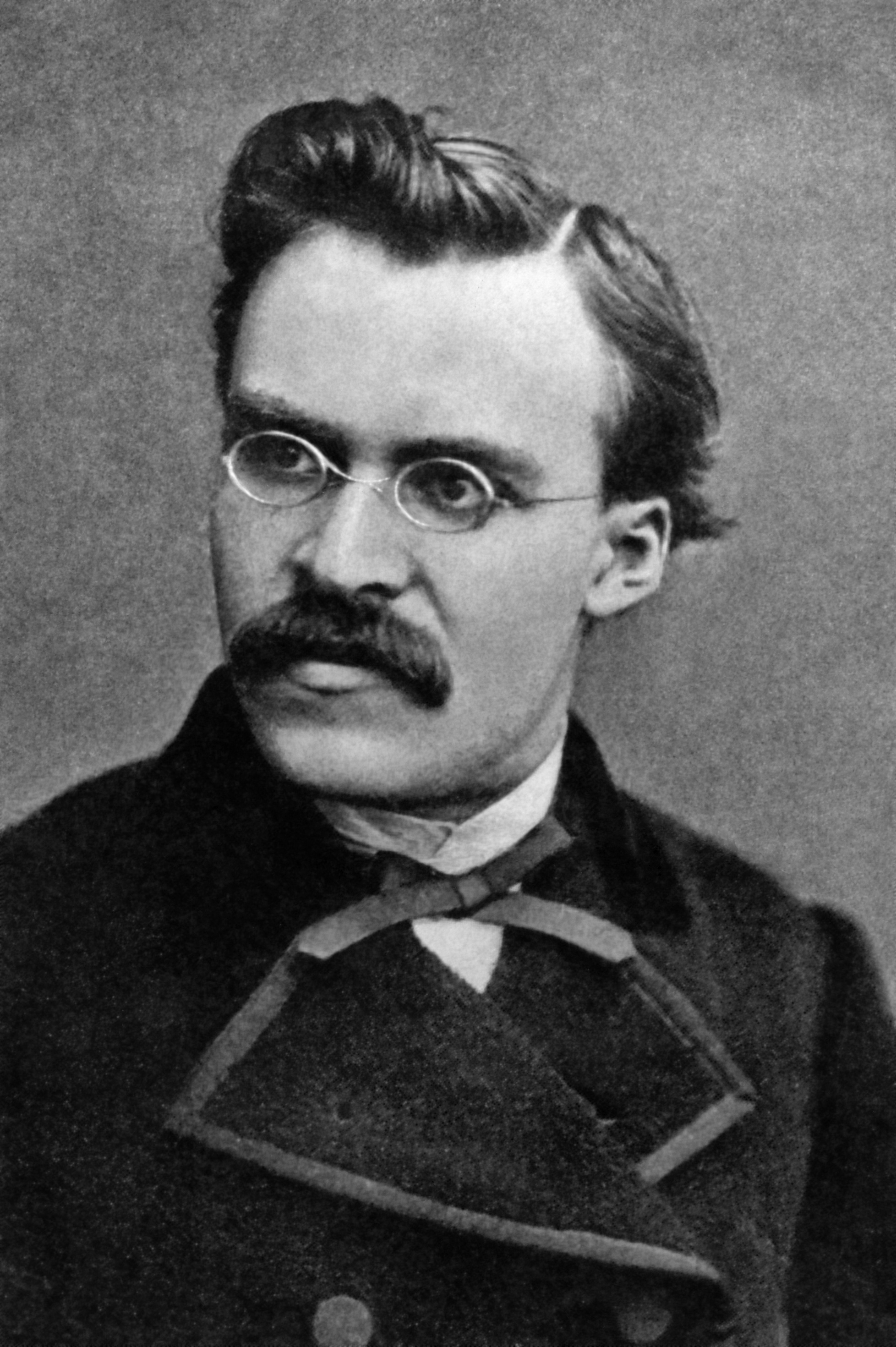
Friedrich Nietzsche

Dio è morto è una celebre frase del filosofo tedesco Friedrich Nietzsche, riportata nelle sue opere La gaia scienza e Così parlò Zarathustra. L'espressione vuole rappresentare ermeticamente, sotto forma di metafora o breve aforisma, un avvenimento simbolico ovvero la decadenza del mondo occidentale nell’ultimo squarcio di II millennio.

## La crisi dei valori occidentali
Dio, inteso come la divinità di origine giudaico-cristiana protagonista della storia dell'Occidente a partire dal trionfo del cristianesimo con la caduta dell'Impero romano d'Occidente in poi, essendo stato per duemila anni il principio supremo a cui erano soggetti tutti i valori dell'Europa, ha perso il suo significato e la sua importanza con l'avvento della modernità, insieme allo sviluppo della scienza e della tecnologia che questa ha portato con sé. Scomparso l'ordine divino che sorreggeva la società cristiana del Medioevo, sono spariti anche tutti gli altri valori dell'Occidente, che devono ora essere rivalutati, aprendo quindi la strada al nichilismo.
La morte di Dio e le sue implicazioni morali vengono espresse nella "parabola del folle": 
Mit welchem Wasser könnten wir uns reinigen? Welche Sühnefeiern, welche heiligen Spiele werden wir erfinden müssen? Ist nicht die Größe dieser Tat zu groß für uns? Müssen wir nicht selber zu Göttern werden, um nur ihrer würdig zu erscheinen?»

## Il rifiuto dei valori
(Annabella d'Atri)
Dio è morto non è inteso letteralmente, come Dio è fisicamente morto, piuttosto è la maniera usata da Nietzsche (che infatti riteneva che Dio non esistesse) per dire che l'idea di Dio non è più fonte di alcun codice morale o teleologico. Nietzsche riconosce la crisi che la morte di Dio rappresenta per le considerazioni morali esistenti, poiché «quando uno rifugge la fede cristiana, uno si toglie il diritto della morale cristiana da sotto i piedi. Questa moralità è senza dubbio auto-evidente [...] Rompendo uno dei principali concetti della cristianità, la fede in Dio, cade il tutto: nulla di necessario rimane nelle mani». Ciò è perché ne Il Folle, il folle si rivolge non ai credenti, ma agli atei – il problema è ritenere valido un qualunque sistema di valori in assenza di un ordine divino per cui egli esclama: «Cerco Dio! Cerco Dio!» e riaccende il "Cerco l'uomo" di Diogene.
La morte di Dio è un modo per dire che l'uomo non sarà più capace di credere in qualunque ordine cosmico quando riterrà che non ne esiste uno. La morte di Dio condurrà, secondo Nietzsche, non solo al rifiuto della credenza in qualsivoglia ordine cosmico o fisico, ma anche al rifiuto dei valori assoluti stessi – al rifiuto di credere in un'oggettiva ed universale legge morale che lega tutti gli individui. In questa maniera, la perdita di una base sicura della morale condurrà al nichilismo. Il nichilismo è ciò su cui Nietzsche lavorò per trovare una soluzione al fine di rivalutare i fondamenti dei valori umani. Questo significò, per Nietzsche, cercare una base che andasse più a fondo dei valori cristiani.
Nietzsche credeva che la maggioranza delle persone non riconoscesse (o rifiutasse di riconoscere) questa morte a causa di paure e ansietà ormai radicate. Inoltre, se questa morte venisse ampiamente accettata, la gente dispererebbe e il nichilismo diverrebbe rampante, verificando il credo relativistico che afferma che la volontà umana è una legge contro se stessa – qualunque cosa sarebbe permessa. Questo è, in parte, il motivo per cui Nietzsche ritenne la cristianità nichilistica. Secondo Nietzsche, il nichilismo è la naturale conseguenza di qualsiasi idealistico sistema filosofico, poiché tutti gli idealismi soffrono della stessa debolezza della morale cristiana - che non c'è alcun fondamento sopra il quale iniziare a costruire. Per questo motivo definì se stesso come "un uomo sotterraneo" al lavoro, uno che scava e scava senza sosta.

### Nuove possibilità
Nietzsche pensava che ci potessero essere possibilità positive per l'uomo senza Dio. L'abbandono della fede in Dio apre la strada per sviluppare completamente le abilità creative dell'uomo. Il Dio Cristiano, egli scrive, non sarebbe più sulla loro strada e gli uomini potrebbero smettere di guardare sempre a un regno soprannaturale ed iniziare a comprendere il valore di questo mondo.
L'ammissione della morte di Dio sarebbe come un foglio bianco. È libertà di diventare qualcosa di nuovo, di diverso, di creativo, libertà di essere qualcosa senza essere obbligato a portare il peso del passato.
Dalla "morte di Dio" nasce infatti un nuovo modo di concepirlo, quale ideale umano e "... stato massimo, come un'epoca... un punto nello sviluppo della volontà di potenza, in base al quale si spiegherebbe tanto lo svolgimento ulteriore quanto il prima, ciò che è stato fino a lui...". «L'assoluto cambiamento che interviene con la negazione di Dio [...] ora siamo noi stessi Dio... Dobbiamo conferire a noi stessi gli attributi che assegnavamo a Dio...».
Nietzsche usa la metafora del mare aperto, che può essere allo stesso tempo rinfrancante e terrificante. Quelli che alla fine imparano a creare le proprie vite daccapo rappresenteranno un nuovo stadio dell'esistenza umana, l'Oltreuomo. La "morte di Dio" è la motivazione per l'ultimo (e incompleto) progetto filosofico di Nietzsche, la "Trasvalutazione dei valori". Non occorre abbattere con violenza e odio gli antichi valori morali e religiosi, questo accade con il nichilismo passivo di chi ha ancora il segno del collare da schiavo sul collo e percepisce quei principi ancora come forti e ne è ancora soggetto ma ormai siamo al "crepuscolo degli idoli"  che si stanno sgretolando da soli preparando l'avvento dell'oltreuomo che apparirà nel nuovo giorno mentre l'uomo e i suoi valori saranno ormai tramontati:
Morti son tutti gli dèi: ora vogliamo che l'oltreuomo viva.»